# Cantonul Marines
Cantonul Marines este un canton din arondismentul Pontoise, departamentul Val-d'Oise, regiunea Île-de-France, Franța.

## Comune
- Arronville
- Berville
- Bréançon
- Brignancourt
- Chars
- Cormeilles-en-Vexin
- Épiais-Rhus
- Frémécourt
- Grisy-les-Plâtres
- Haravilliers
- Le Bellay-en-Vexin
- Le Heaulme
- Marines (reședință)
- Menouville
- Moussy
- Neuilly-en-Vexin
- Nucourt
- Santeuil
- Theuville